# Маркина, Влада Георгиевна
Влада Георгиевна Маркина (род. 16 марта 2003 года) — российская пловчиха в ластах.

## Карьера
Вместе со своей старшей сестрой Ярославой занимается подводным плаванием в Санкт-Петербурге в школе олимпийского резерва «Невская волна». Её тренерами являются М. П. Степанова и И. Ю. Василисков. В 2018 году выполнила норматив мастера спорта
На чемпионате России 2021 года была третьей на дистанции 200 метров.
На чемпионате мира 2020 года участвовала в эстафетах 4х100 (1 место) и 4х200 (1 место) среди женщин и смешанной эстафете 4х100 метров в классических ластах (2 место). При этом женская четвёрка в эстафете 4х200 метров установила новый мировой рекорд.
В 2020 году поступила в Санкт-Петербургский политехнический университет Петра Великого.